# Ernest Bai Koroma
Ernest Bai Koroma (Makeni, 2. listopada 1953.), političar i 4. predsjednik afričke države Sijera Leone. Na predsjedničkim izborima 2007. pobijedio je s 54,6% glasova, a ponovo je izabran na izborima 2012. kada je osvojio 58,7 % glasova (suparnik Julius Maada Bio osvojio je37,4% glasova). Koroma je član stranke Svenarodni kongres. Tijekom prvih godina vladavine, Koroma se fokusirao na izgradnju infrastukture poslije građanskog rata koji je devastirao zemlju, kao i borbu protiv korupcije, i za bolju sigurnost inozemnim ulagačima. 
Zauzimao se također za zaštitu šuma. Između ostalog, osnovao je veliki nacionalni park kod Gola Forest, i zabranio je izvoz građevnog drva. Naročito je optužio poduzeća u vlasništvu kineskog kapitala za devastiranje nacionalnih šuma.
Predsjednik Koroma kritizirao je predsjednika Roberta Mugabea kao i izbore u Zimbabveu.